# Лангбейнит
Лангбейнит (англ. Langbeinite, нем. Langbeinit m, укр. Лангбейніт) — минерал, сульфат калия и магния.
Впервые описан в 1891 году. Название «лангбейнит» минерал получил в честь А. Лангбейна (A. Langbein), Германия.

## Описание
Лангбейнит встречается в виде рассеянных зёрен в соляны́х месторождениях, которые образуют пласты, изредка встречается в виде кристаллов. Спайностью не обладает. Плотность 2,83 г/см3. Твёрдость 3,5—4,0. Обладает пьезоэлектрическими свойствами. Бесцветный, прозрачный, иногда желтоватый, розоватый, красноватый, фиолетовый или серый. Обладает сильным стеклянным блеском. Скол неровно-ячеистый.
Встречается на месторождениях калийной соли вместе с карналлитом, галитом, сильвином и другими минералами. Данный минерал содержит: K2O — 22,70 %; MgO — 19,42 %; SO3 — 57,88 %. В некоторых образцах Mg может замещаться на Ca.

### Химическая формула
Эмпирическая формула лангбейнита: K2Mg2[SO4]3.